# جشنواره فیلم هامبورگ
جشنواره فیلم هامبورگ (انگلیسی: Filmfest Hamburg)
یک جشنواره بین‌المللی فیلم در آلمان است. این جشنواره سومین جشنواره بزرگ آلمان (پس از برلین و مونیخ) می‌باشد. در فیلمفست هامبورگ فیلم‌های داستانی و مستند ملی و بین‌المللی در یازده بخش نشان داده می‌شوند.